# Jåttåvågen Station
Jåttåvågen Station (Jåttåvågen holdeplass) er en jernbanestation på Jærbanen, en del af Sørlandsbanen, der ligger bydelen Jåtten i Stavanger i Norge. Stationen består af to spor med hver sin sideliggende perron. Den ligger ved Viking Stadion og tæt på skole og forretninger.
Stationen åbnede 6. januar 2008. Det var den første del, der blev taget i brug i forbindelse med etableringen af dobbeltspor mellem Stavanger og Sandnes, der stod færdig året efter. Stationen erstattede den midlertidige Jåttå Station, der lå 200 m længere mod nord. Jåttå Station var åbnet i 2004 til brug i forbindelse med fodboldkampe og andre arrangementer på Viking stadion men blev taget ud af brug i november 2007 på grund af arbejdet med dobbeltsporet og den nye Jåttåvågen Station.